# Municipio de Brown (condado de Franklin)
El municipio de Brown (en inglés: Brown Township) es un municipio ubicado en el condado de Franklin en el estado estadounidense de Ohio. En el año 2010 tenía una población de 2293 habitantes y una densidad poblacional de 40,87 personas por km².

## Geografía
El municipio de Brown se encuentra ubicado en las coordenadas 40°0′11″N 83°13′39″O / 40.00306, -83.22750. Según la Oficina del Censo de los Estados Unidos, el municipio tiene una superficie total de 56.1 km², de la cual 55,53 km² corresponden a tierra firme y (1,02 %) 0,57 km² es agua.

## Demografía
Según el censo de 2010, había 2293 personas residiendo en el municipio de Brown. La densidad de población era de 40,87 hab./km². De los 2293 habitantes, el municipio de Brown estaba compuesto por el 96,21 % blancos, el 0,78 % eran afroamericanos, el 0,22 % eran amerindios, el 1,35 % eran asiáticos, el 0,26 % eran de otras razas y el 1,18 % eran de una mezcla de razas. Del total de la población el 1,35 % eran hispanos o latinos de cualquier raza.